# Oxyothespinae
Oxyothespinae es una subfamilia de insectos mantodeos perteneciente a la familia Mantidae.

## Géneros
- Tribu: Oxyothespini 
  - Géneros: Acithespis - Heterochaetula - Oxyothespis - Severinia - Sinaiella - Somalithespis
- Tribu: Paraseveriniini
  - Géneros: Lobothespis - Paraseverinia